# Implantation russe aux Philippines
L'implantation russe aux Philippines est une migration de résidents d'origine russe depuis le Chine vers les Philippines, au XXe siècle.
Elle a commencé lorsque les Russes de Chine qui fuyaient le régime communiste ont quitté le pays et se sont installés aux Philippines.

## Histoire de la migration
Au plus fort du mouvement communiste en Chine, quelque 5 500 Russes ont quitté le pays pour trouver une nouvelle vie ailleurs. À partir de janvier 1949, sous l'égide du Conseil œcuménique des Églises et guidés par l'Organisation internationale pour les réfugiés, les Russes déplacés ont été installés sur l'île de Tubabao dans le centre des Philippines.
Tubabao se trouve à environ quatre heures de bateau de la ville de Guiuan dans la province de Eastern Samar, dans le centre-est des Philippines. Les Russes déplacés de Chine ont atterri en 1945 sur des vols affrétés sur l'ancienne base navale américaine, puis ont été transportés par bateau à Tubabao où ils ont érigé une église en bois et vécu dans un village de tentes.
Les Russes ont apporté avec eux leur culture et leur religion, puisque Jean de Shanghai, alors archevêque de l'Église orthodoxe orientale, a créé deux lieux de culte sur l'île, à savoir l'église Saint-Séraphin et l'église Saint-Michel-Archange. Pendant des mois, le village endormi est devenu le sanctuaire des personnes ayant échappé au régime communiste, jusqu'à ce qu'elles puissent être admises dans des pays comme les États-Unis, l'Australie et la France.
Au XXIe siècle, une quarantaine de familles russes vivent dans le Grand Manille.